# 学習院大学法学部
学習院大学法学部（がくしゅういんだいがくほうがくぶ、英称:Faculty of Law）は、学習院大学が設置する法学部。

## 概要
学習院大学法学部は、1949年に新制大学として学習院大学が設置された際に、哲学科、文学科及び政治学科からなる文政学部をルーツとする。1952年に政経学部と文学部に分離し、政経学部には政治学科と経済学科が置かれた。政経学部政治学科内で法学科設置要望が高まると、1962年より政治学科の専門課程が政治学専攻コースと法学専門コースに分かれた。1964年には政経学部が改組され、政治学科を母体とした法学部、経済学科を母体とした経済学部が設置された。法学部および経済学部の設置により、政経学部は消滅。法学部は法学科と政治学科から構成される。

## 学部・学科
- 法学部
  - 法学科
  - 政治学科

## 主な教職員
五十音順
現職
- 青井未帆（学習院大学法科大学院教授)
- 石井正文（学習院大学法学部法学科特別客員教授）
- 伊藤修一郎（学習院大学法学部政治学科教授）
- 井上寿一（学習院大学法学部政治学科教授、前学習院大学学長）
- 江藤名保子（学習院大学法学部政治学科教授）
- 大橋洋一（学習院大学法科大学院教授、九州大学名誉教授)
- 大村敦志（学習院大学法科大学院教授、東京大学名誉教授)
- 神前禎（学習院大学法科大学院教授)
- 神作裕之（学習院大学法学部法学科教授）
- 櫻井敬子（学習院大学法学部法学科教授）
- 鎮目征樹（学習院大学法学部法学科教授）
- 周東美材（学習院大学法学部政治学科教授）
- 野中尚人（学習院大学法学部政治学科教授、元学習院大学法学部長）
- 長谷部由起子（学習院大学法科大学院教授)
- 平野浩（学習院大学法学部政治学科教授）
- 水野謙（学習院大学法学部法学科教授）
- 向大野新治（学習院大学法学部政治学科特別客員教授、第15代衆議院事務総長）
- 横山久芳（学習院大学法学部法学科教授）

元職
- 岡孝（元学習院法学部法学科教授、元学習院大学法学部長）
- 神田秀樹（元学習院大学法科大学院教授、東京大学名誉教授）
- 佐々木毅（元学習院大学法学部政治学科教授、元東京大学総長、東京大学名誉教授）
- 数土直紀（元学習院大学法学部政治学科教授、一橋大学大学院社会学研究科教授）
- 龍岡資晃（元学習院大学法学部教授、元裁判官）
- 林圭介（元学習院大学法学部法学科教授、元裁判官）
- 林幹人（元学習院大学法科大学院教授）
- 福元健太郎（元学習院大学法学部政治学科教授、東京大学大学院法学政治学研究科教授）